# Donna Noble
Donna Noble é uma personagem fictícia da série de televisão britânica de ficção científica Doctor Who. Interpretada pela atriz e comediante britânica Catherine Tate, ela é uma ex-companheira do Décimo Doutor (David Tennant). Originalmente aparecendo na cena final da 2ª temporada (2006) da série e como uma estrela convidada em seu seguinte especial de Natal, "The Runaway Bride", Tate não deveria reprisar seu papel como Donna. Para a 3ª temporada (2007), o Doutor viajou ao lado da estudante de medicina Martha Jones (Freema Agyeman). No entanto, Tate manifestou interesse em retornar ao papel, e ela voltou como Donna durante a 4ª temporada (2008), e posteriormente nos especiais de Natal e Ano Novo de 2009–10.
Dentro da narrativa da série, Donna começa como uma londrina franca em seus 30 e poucos anos, uma trabalhadora temporária de Chiswick cuja visão do universo é de pequeno escopo. Embora a princípio ela ache o alien viajante do tempo Doutor aterrorizante, seu encontro inicial a deixa insatisfeita com sua vida normal e ela decide viajar ao lado dele quando a próxima oportunidade surgir. Donna se torna um trunfo para o Doutor em suas aventuras e é ela quem finalmente salva o universo no final da 4ª temporada, embora tragicamente à custa das memórias de suas viagens com o Doutor. Em contraste com as companheiras anteriores do Décimo Doutor, que ambos nutriam sentimentos românticos por ele, Donna e o Doutor compartilhavam um relacionamento estritamente platônico; e ela não sentiu a necessidade de provar a si mesma para poder viajar com o Doutor, que se refere a ela como sua "melhor amiga".

## Aparições

### Televisão
Donna Noble faz sua primeira aparição, creditada como "A Noiva", nas cenas finais do último episódio da 2ª temporada "Doomsday"; ela aparece em um vestido de noiva, indignada por estar inexplicavelmente a bordo da TARDIS. A cena foi mantida em segredo até exibição, filmada com poucos membros da equipe, e foi um contraponto cómico para a despedida triste do Doutor com a sua companheira Rose Tyler (Billie Piper) momentos antes. A história de Donna é mostrada no especial de Natal de 2006 "A Noiva em Fuga". Donna é uma secretária temporária no HC Clements, em Londres, uma empresa de segurança que, sem o conhecimento dela, é uma organização de fachada para o Instituto Torchwood. Seus pais são Geoff (Howard Attfield) e Sylvia Noble (Jacqueline King). Donna descobre que ela é um peão em um esquema da Imperatriz (Sarah Parish) do alienígena Racnoss, tendo sido manipulada por seu noivo, Lance (Don Gilet). Quando o Doutor desencadeia sua fúria sobre o Racnoss, Donna o tira disso e juntos eles escapam antes que as instalações de Torchwood inundem. Donna está chateada, tendo perdido o emprego e o noivo, e recusa a oferta do Doutor para se tornar sua companheira, embora ela aconselhe que ele encontre uma. Donna não aparece na 3ª temporada (2007), mas o personagem Wilfred Mott (Bernard Cribbins) aparece no especial de Natal de 2007 "Voyage of the Damned"; na 4ª temporada (2008), ele é apresentado corretamente como o avô de Donna, após a morte do ator Howard Attfield.
No primeiro episódio da 4ª temporada "Partners in Crime" (2008), dois anos depois, mostra que Donna ficou insatisfeita com a vida normal e mais interessada no quadro geral depois que seu pai morreu. Quando ambos estão investigando a conexão alienígena com a Miss Foster (Sarah Lancashire) das Indústrias Adipose, ela e o Doutor se reencontram, e ela se junta a ele na TARDIS como uma companheira regular. Em "The Fires of Pompeii", Donna mostra sua compaixão quando argumenta e convence o Doutor a salvar uma família em Pompeia da erupção do Monte Vesúvio. Em "Planet of the Ood", Donna e o Doutor vão para o Ood-Sphere e Donna defende o Ood dos abusos que sofrem nas mãos dos humanos. Nas duas partes "The Sontaran Stratagem" e "The Poison Sky", Donna conhece a ex-companheira do Doutor Martha Jones (Freema Agyeman) que trabalha para UNIT e juntos eles impedem os Sontarans de usar ATMOS para sufocar o mundo. Em "The Doctor's Daughter", é Donna quem nomeia a personagem de mesmo nome "Jenny" (Georgia Tennant) e, posteriormente, convence o Doutor a aceitar Jenny. O Doutor e a Donna conhecem Agatha Christie (Fenella Woolgar) em "O Unicórnio e a Vespa" e têm que resolver seu próprio mistério de assassinato com Agatha Christie e uma vespa alienígena gigante.

### Literatura
Fora da série de televisão, Donna aparece em alguns dos livros da BBC New Series Adventures, ao lado do Décimo Doutor, em histórias ambientadas entre os episódios da 4ª temporada. Donna aparece pela primeira vez pela Ghosts of India pela Mark Morris, The Doctor Trap pela Simon Messingham e Shining Darkness de Mark Michalowski em setembro de 2008. Ela faz uma quarta e última aparição nos livros pela Beautiful Chaos pela Gary Russell em dezembro de 2008; Nos livros seguintes da New Series Adventures o Décimo Doutor é visto viajando sozinho.

### Áudios Drama
Donna também aparece em três audiobooks originais publicados pela BBC Livros:. Pest Control (maio de 2008), The Trap Forever (Outubro de 2008) e The Nemonite Invasion (fevereiro de 2009)

## Casting
Conforme indicado por David Tennant em seu diário em vídeo da segunda temporada (incluído no box do DVD), o escalação de Catherine Tate foi mantido em segredo; sua cena em "Doomsday" foi filmada com uma equipe mínima. Seu diário em vídeo da terceira temporada menciona que essa instância foi uma das poucas ocasiões em que o elemento surpresa foi mantido com sucesso sem ser revelado antecipadamente pela mídia. Tate se tornou a primeira estrela convidada a ser nomeada nos créditos de abertura do programa, que desde então se tornou uma prática comum nos especiais do programa. Seu personagem foi considerado pela equipe de produção como tendo status de "companheira" muito antes do anúncio do retorno da personagem.
O produtor executivo Russell T Davies uma vez descartou o potencial de Donna como uma companheira contínua devido à sua personalidade abrasiva, dizendo que "ela daria nos nervos". Na verdade, a personagem não estava originalmente programado para retornar. Donna não apareceu em sua concepção original do episódio de reunião "The Stolen Earth", apesar dos reaparecimentos planejados de Martha (Agyeman), Capitão Jack (Barrowman), Sarah Jane (Sladen), Rose (Piper), Jackie Tyler (Camille Coduri), bem como Mickey Smith (Noel Clarke), e o elenco da série spin-off Torchwood. Davies originalmente pretendia que o companheiro da quarta temporada fosse "Penny", uma mulher do norte com quem o Doutor compartilharia uma atração romântica. Depois de uma conversa entre Catherine Tate e Jane Tranter da BBC, na qual Tate expressou interesse em retornar, Davies reescreveu a quarta temporada para trazer Donna de volta como a nova companheira em tempo integral.
Tate olhou para sua própria escalação em tempo integral como uma "aposta" por parte do produtor executivo Russell T Davies; Tate atribui isso a ser "conhecida, pela grande maioria das pessoas, por usar perucas e dentes de comédia" (em sua sketch de comédia The Catherine Tate Show). A atriz agradeceu a Davies por tê-la escalado e brincou sobre o destaque que eventualmente deu à sua personagem: "Por um breve momento fui a mulher mais importante de todo o universo." Ben Rawson-Jones atribui o sucesso à progressão natural de sua personagem, sua personalidade turbulenta sendo atenuada para sua primeira aparição em 2008, "Partners in Crime".

## Recepção
Quem pode esquecer a pura hilaridade visual de seu primeiro encontro silencioso com O Dotor em 'Partners In Crime', ou suas tentativas de se misturar ao mundo deliciosamente Cluedo-esque em 'The Unicorn And The Wasp'? Depois, houve sua homenagem parafraseada a Alan Partridge em 'The Poison Sky'.

Ben Rawson-Jones, elogiando as cenas cômicas do personagem em Digital Spy.
Em sua análise da 4ª temporada, Digital Spy opinor: "No centro estava a excelente performance de Catherine Tate como Donna Noble, sintetizando a fusão complexa de diversão, aventura, tristeza e um desejo de pertencer." A Digital Spy observou que os fãs inicialmente ficaram preocupados com a escolha de Tate para o elenco, por ela ser conhecida por seu papéis como uma atriz de comédia. Eles atribuíram o sucesso da personagem com a modificação do caráter muito mais ousado e violento que ela parecia ter em "The Runaway Bride". Elementos cômicos da personagem continuaram na forma de sua tendência em gritar, mas a Digital Spy elogiou os muitos momentos cômicos da personagem. Eles elogiaram mais extremamente cenas de Tate chorando em "The Fires of Pompeii", que "deu ao episódio já visualmente impressionante uma muito necessária profundidade", bem como sua sensibilidade e emotividade em relação aos maus tratos dos aliens "Ood" em "Planet of the Ood". O editor da revista Cult Ben Rawson-Jones também elogiou cenas "trágicas" da personagem, tais como a perda de seus falsos filhos e seu homem ideal em "Forest of the Dead", e o "espremedor emocional" do episódio centrado em Donna "Turn Left".
Donna foi eleita a segunda melhor companheira de todos os tempos nas edições 414 e 474 da revista Doctor Who.